# Rudolf I van Saksen-Wittenberg
Rudolf I van Saksen-Wittenberg (circa 1284 - 12 maart 1356) was van 1298 tot 1356 hertog van Saksen-Wittenberg. Hij behoorde tot het huis Ascaniërs.

## Levensloop
Hij was de oudste zoon van hertog Albrecht II van Saksen en Agnes van Habsburg, dochter van Rooms-Duits koning Rudolf I van Habsburg. 

### Begin van zijn regeerperiode
Na de dood van zijn vader in 1298 werd Rudolf I hertog van Saksen-Wittenberg. Omdat hij nog minderjarig was en dus nog niet zelfstandig kon regeren, werd zijn moeder regentes en voogdes voor haar zoon. Agnes leerde hem hoe te regeren aan het hof van haar broer, Rooms-Duits koning Albrecht I van Habsburg om hem zo voor te bereiden op zijn rol als hertog van Saksen-Wittenberg. 
Ook had Rudolf de titel van keurvorst, waarmee hij de Rooms-Duitse koning kon helpen verkiezen. Zijn eerste daad als aartsmaarschalk was het verzoek van Albrecht I van Habsburg te steunen dat ervoor moest zorgen dat diens zonen Rudolf III, Frederik de Schone en Leopold de hertogdommen Oostenrijk en Stiermarken kregen toegewezen. Toen Albrecht I in februari 1300 probeerde om zijn zoon Rudolf tot enige hertog van Oostenrijk benoemd te krijgen, werd dit echter tegengewerkt door de geestelijke keurvorsten en brak er een militair conflict. Rudolf I van Saksen was bij dit conflict niet betrokken. In 1302 werd hij volwassen verklaard en kon hij zelfstandig beginnen regeren.
In het begin van zijn regering had Rudolf I schrik om de soevereiniteit van zijn land verder te versterken. Om dit te bereiken, moest hij allereerst zijn neven die het hertogdom Saksen-Lauenburg bestuurden (Johan II, Erik I en Albrecht III) ervan overtuigen dat hij (en niet zijn oudste neef Johan II) de rang van keurvorst had geërfd. In 1308 speelde hij als keurvorst dan weer een belangrijke rol in de verkiezing van de Rooms-Duitse koning na de moord op zijn oom Albrecht I van Habsburg. Na heel wat onderhandelen werd op 27 november 1308 Hendrik VII van Luxemburg tot Rooms-Duits koning verkozen. Rudolf I had ook op Hendrik VII gestemd en na diens verkiezing hielp hij Hendrik bij het bevoorraden van geld en militaire troepen, waarmee Rudolf de gunst van de nieuwe Rooms-Duitse koning kon verwerven.

### De dubbele verkiezing van 1314
Op 23 augustus 1313 stierf Hendrik VII van Luxemburg, waarna er op 19 oktober 1314 in Sachsenhausen een nieuwe Rooms-Duitse koning werd verkozen. Er waren twee kandidaten, hertog Lodewijk IV van Beieren en hertog Frederik de Schone van Oostenrijk, en beiden claimden dat ze hadden gewonnen, wat voor het eerst gebeurde. Lodewijk IV had namelijk vijf van de zeven stemmen gekregen (die van Johan II van Saksen-Lauenburg, die de titel van keurvorst namens Saksen opeiste, aartsbisschop Boudewijn van Trier, koning Jan I van Bohemen, aartsbisschop Peter van Mainz) en Frederik de Schone kreeg in dezelfde verkiezing vier van de zeven stemmen (die van Rudolf I van Saksen zelf, Rudolf I van de Palts, aartsbisschop Hendrik II van Keulen en de afgezette koning Hendrik van Bohemen, die er onwettig van uit ging dat hij het recht van keurvorst mocht uitoefenen).
Op 28 september 1322 ontmoetten beide Rooms-Duitse koningen elkaar in de slag bij Mühldorf, die moest uitmaken wie de rechtmatige Rooms-Duitse koning was. Bij deze slag versloeg Lodewijk IV met een grote overwinning Frederik de Schone, waarna hij in 1328 tot keizer van het Heilige Roomse Rijk gekroond kon worden. Omdat Rudolf I een trouwe aanhanger van het huis Habsburg was, had dat gevolgen voor hem. Toen in 1320 de tak van het huis Ascaniërs uitstierf dat het markgraafschap Brandenburg bestuurde, claimde Rudolf als lid van deze dynastie het markgraafschap. Lodewijk IV weigerde het markgraafschap echter aan Rudolf I schenken omdat hij niet voor gestemd had bij de Rooms-Duitse koningsverkiezing en gaf het aan zijn zoon Lodewijk V om zo de dynastieke positie van het huis Wittelsbach te versterken.

### Politiek binnen het Heilige Roomse Rijk
Na deze en andere sancties besliste Rudolf I wegens tactische redenen zich ondergeschikt te stellen aan Lodewijk IV om zo aan te tonen dat hij een aanhanger van hem was. Vanaf dan trad hij op als bemiddelaar in de voortdurende conflicten tussen de verschillende vorsten, wat hem toeliet om nuttige connecties te verkrijgen. Zo organiseerde hij in 1338 een meeting met zes keurvorsten bij de verklaring van Rhens. Ook had Rudolf een vriendschappelijke relatie met paus Benedictus XII, die Lodewijk IV van Beieren had geëxcommuniceerd. Rudolf I slaagde uiteindelijk in zijn opzet en kon het vertrouwen winnen van Lodewijk IV, waarna hij gedurende 12 jaar enkele delen van het markgraafschap Neder-Lausitz kreeg.
Onder de invloed van zijn moeder begon Rudolf I ook de Joden uit zijn regeringsgebied te verdrijven, wat bleef duren tot het midden van de 14e eeuw. Ook verbood hij de Slavische talen die in zijn gebieden werden gesproken. Rudolf stichtte het Allerheiligenklooster van Wittenberg, de basis van de latere Slotkerk van Wittenberg. Rond 1340 stichtte hij ook het kasteel van Wittenberg als residentie voor hem en zijn nakomelingen. Ook schonk hij tegen betaling heel wat rechten aan de stad Wittenberg, waarmee de eerste stedelijke structuren in dit gebied groeiden. 
Rudolf had ook een nauwe band met het koninklijk hof van Bohemen in Praag. Zo steunde hij de kandidatuur van koning Karel van Bohemen als Rooms-Duits koning. Zijn steun hielp en op 11 juli 1346 werd hij onder de naam Karel IV in deze functie verkozen. Toen Karel op 26 november 1346 in Bonn tot keizer van het Heilige Roomse Rijk werd gekroond, was Rudolf I de enige aanwezige keurvorst.
Zijn goede banden met Karel IV waren zeer belangrijk toen Rudolf in 1347 het gebied Altmark verwierf, waarmee de Elbe de natuurlijke grens tussen Saksen en Brandenburg werd. Ook kreeg Rudolf als dank van Karel IV voor zijn steun bij diens verkiezing tot Rooms-Duits koning in 1348 het keizerlijke bos in Frankfurt an der Oder toegewezen. Het was Rudolf die Karel IV er van overtuigde om heren Johan I en Albrecht II van Mecklenburg tot hertogen en keizerlijke prinsen bevorderen. De banden van Rudolf I en Karel IV verslechterden echter toen Karel in 1350 hertog Lodewijk V van Beieren bevestigde als markgraaf van Brandenburg en Neder-Lausitz. Dit maakte Rudolf namelijk erg verontwaardigd en er was tijdelijk een breuk met het Boheemse hof. Nadat Karel IV en Rudolf zich uiteindelijk hadden verzoend, kreeg Rudolf de Walchenhofrechtbank in het Praagse district Malá Strana toegewezen.
Het grootste succes van Rudolf als hertog van Saksen-Wittenberg kwam er op 4 oktober 1355 toen keizer Karel IV de Gouden Bul van 1356 (de basis van de latere Heilig Roomse wet) uittekende. Deze bul stelde het eerstgeboorterecht in alle gebieden waar een keurvorst regeerde die de Rooms-Duitse koning mocht verkiezen. Dit recht was zeer duidelijk: de oudste zoon erfde het gebied en als de keurvorst geen zonen had, erfde de jongere broer van de keurvorst het gebied. Een keurvorst kon vanaf dan ook pas vanaf 18-jarige leeftijd de Rooms-Duitse koning verkiezen en vanaf 21-jarige leeftijd een keurvorstendom besturen. Ook werd de hertog van Saksen-Wittenberg definitief bevestigd als keurvorst van Saksen en als aartsmaarschalk. Hiermee was het conflict met de hertogen van Saksen-Lauenburg om deze zaak afgelopen. 
In maart 1356 overleed Rudolf I. Oorspronkelijk werd hij begraven in het Franciscanenklooster van Wittenberg, totdat zijn stoffelijk overschot in 1883 werd overgebracht naar de Slotkerk van Wittenberg. 

## Huwelijken en nakomelingen
In 1298 huwde Rudolf met Jutta van Brandenburg (overleden in 1328), dochter van markgraaf Otto V van Brandenburg. Ze kregen volgende kinderen:
- Albrecht (overleden in 1329)
- Johan, jong gestorven
- Anna (voor 1309 - 1328/1329), huwde met prins Bernard van Polen
- Rudolf II (1307-1370), hertog van Saksen-Wittenberg
- Elisabeth (overleden in 1353), huwde voor 1344 met vorst Waldemar I van Anhalt-Zerbst
- Agnes (overleden in 1338), huwde in 1328 met vorst Bernhard III van Anhalt-Bernburg
- Otto (overleden in 1350), huwde met Elisabeth van Brunswijk-Lüneburg, dochter van hertog Willem II van Brunswijk-Lüneburg
- Beatrix (overleden na 1345), huwde in 1337 met vorst Albrecht II van Anhalt-Zerbst

Na de dood van zijn eerste vrouw huwde Rudolf op 28 augustus 1328 met Cunegonde van Polen (1298-1333), dochter van koning Wladislaus de Korte van Polen. Ze kregen een zoon:
- Mieszko (circa 1330 - 1350), huwde met een zekere Eudoxia

Toen ook zijn tweede vrouw was overleden, hertrouwde Rudolf in 1333 met Agnes van Lindow-Ruppin (1314-1343), dochter van graaf Ulrich van Lindow-Ruppin. Ze kregen volgende kinderen:
- Willem, jong gestorven
- Wenceslaus I (1337-1388), hertog van Saksen-Wittenberg
- Helena (overleden in 1367), huwde in 1353 met burggraaf van Maagdenburg Johan I van Hardeck

## Voorouders
| Voorouders van Rudolf I van Saksen-Wittenberg | Voorouders van Rudolf I van Saksen-Wittenberg                       | Voorouders van Rudolf I van Saksen-Wittenberg                         | Voorouders van Rudolf I van Saksen-Wittenberg                                 | Voorouders van Rudolf I van Saksen-Wittenberg                                 |
| --------------------------------------------- | ------------------------------------------------------------------- | --------------------------------------------------------------------- | ----------------------------------------------------------------------------- | ----------------------------------------------------------------------------- |
| Overgrootouders                               | Bernhard III van Saksen (1134-1212) ∞ Judith van Polen (1154-1201)  | Otto het Kind (1204-1252) ∞ 1228 Machteld van Brandenburg (1210-1261) | Albrecht IV van Habsburg (1188-1239) ∞ 1217 Heilwig van Kyburg (–)            | Burchard V van Hohenberg (–) ∞ Mechtildis van Tübingen (-)                    |
| Grootouders                                   | Albrecht I van Saksen (1175-1260) ∞ Helene van Brunswijk (-1273)    | Albrecht I van Saksen (1175-1260) ∞ Helene van Brunswijk (-1273)      | Rudolf I (rooms-koning) (1218-1291) ∞ 1245 Gertrude van Hohenberg (1255–1281) | Rudolf I (rooms-koning) (1218-1291) ∞ 1245 Gertrude van Hohenberg (1255–1281) |
| Ouders                                        | Albrecht II van Saksen (1250-1298) ∞ Agnes van Habsburg (1257-1322) | Albrecht II van Saksen (1250-1298) ∞ Agnes van Habsburg (1257-1322)   | Albrecht II van Saksen (1250-1298) ∞ Agnes van Habsburg (1257-1322)           | Albrecht II van Saksen (1250-1298) ∞ Agnes van Habsburg (1257-1322)           |
| Rudolf I van Saksen-Wittenberg (1284-1356)    |                                                                     |                                                                       |                                                                               |                                                                               |